# Astrochele lymani
Astrochele lymani är en ormstjärneart som beskrevs av Addison Emery Verrill 1878. Astrochele lymani ingår i släktet Astrochele och familjen medusahuvuden. Inga underarter finns listade i Catalogue of Life.